# Jean-Étienne-Auguste Massol

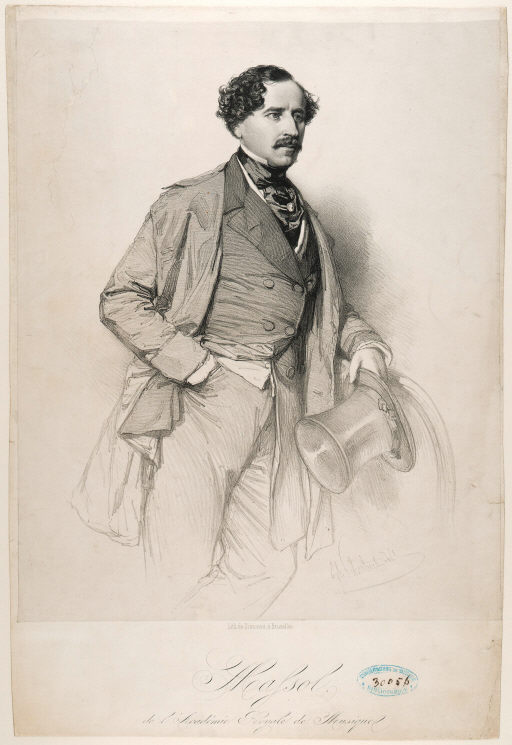
Eugène Massol,1845

Jean-Étienne-Auguste Massol fue un cantante de ópera francés tenor y luego barítono, cantando en las actuaciones de muchas óperas francesas.
Massol nació en Lodève y se educó en el Conservatorio de París en Charles-Henri Plantade. Ganó el primer premio en el canto invernadero en 1825, el mismo año hizo su debut en el escenario como en Licinio de Spontini La Vestale en la Opera de París. Cantó principalmente papeles secundarios de tenor hasta finales de la década de 1830, ya que gravitaba cada vez más los roles de barítono. En 1845 se trasladó a Bruselas, donde cantó papeles principales de barítono, incluyendo el papel principal de Nabucco en su primera aparición en el Teatro Real de la Monnaie y pasó a servir como director del teatro de 1848 a 1849. Durante este periodo también cantó en Londres con la Royal Italian Opera en Covent Garden. En 1850 regresó a la Ópera de París y permaneció allí como un barítono principal hasta su retiro de la escena en 1858. Massol murió en París a la edad de 85 años.
http://potterager.com/article/jean-tienne-auguste-massol
- Datos: Q3060033
- Multimedia: Eugène Massol / Q3060033